# Nedim Bajrami
Nedim Bajrami (ur. 28 lutego 1999 w Zurychu) – albańsko-szwajcarski piłkarz, występujący na pozycji pomocnika we włoskim klubie Sassuolo oraz w reprezentacji Albanii. Uczestnik Mistrzostw Europy 2024. Były młodzieżowy reprezentant Szwajcarii.

## Kariera klubowa
Urodził się w Zurychu i spędził całą swoją juniorską karierę w zespole Grasshoppers. W lutym 2017 roku podpisał swój pierwszy profesjonalny kontrakt. Zadebiutował w tym samym miesiącu, grając przez pełne 90 minut w przegranym 1-0 meczu z FC Thun.

## Kariera reprezentacyjna
Bajrami był reprezentantem Szwajcarii na wszystkich szczeblach juniorskich do lat 19. Był powołany do reprezentacji Szwajcarii do lat 17 podczas nieudanych kwalifikacji do Mistrzostw Europy do lat 17 w 2016 roku, gdzie wystąpił we wszystkich sześciu meczach. Strzelił łącznie pięć goli dla reprezentacji do lat 17.